# Dolomedes sulfureus
Espèce
Synonymes
- Caripeta japonica Bösenberg & Strand, 1906
- Dolomedes fimbriatoides Bösenberg & Strand, 1906
- Dolomedes hercules Bösenberg & Strand, 1906
- Dolomedes oviger Dönitz & Strand, 1906
- Dolomedes okinavensis Kishida, 1924
- Dolomedes annulatus Kishida, 1936 nec Simon, 1877
- Dolomedes xanthum Saito, 1939
- Dolomedes hinoi Kayashima, 1952

Dolomedes sulfureus est une espèce d'araignées aranéomorphes de la famille des Dolomedidae.

## Distribution
Cette espèce se rencontre au Japon, en Corée du Sud, en Chine et en Russie en Sibérie.

## Description

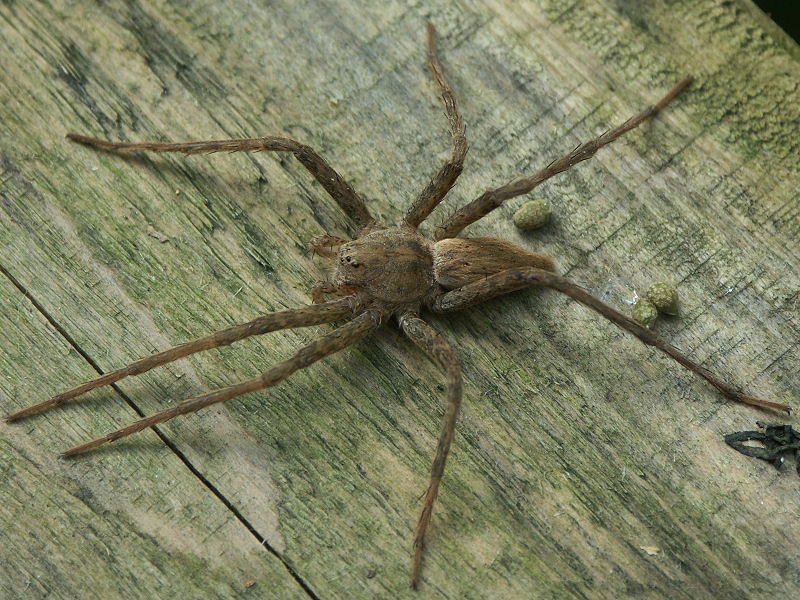
Dolomedes sulfureus

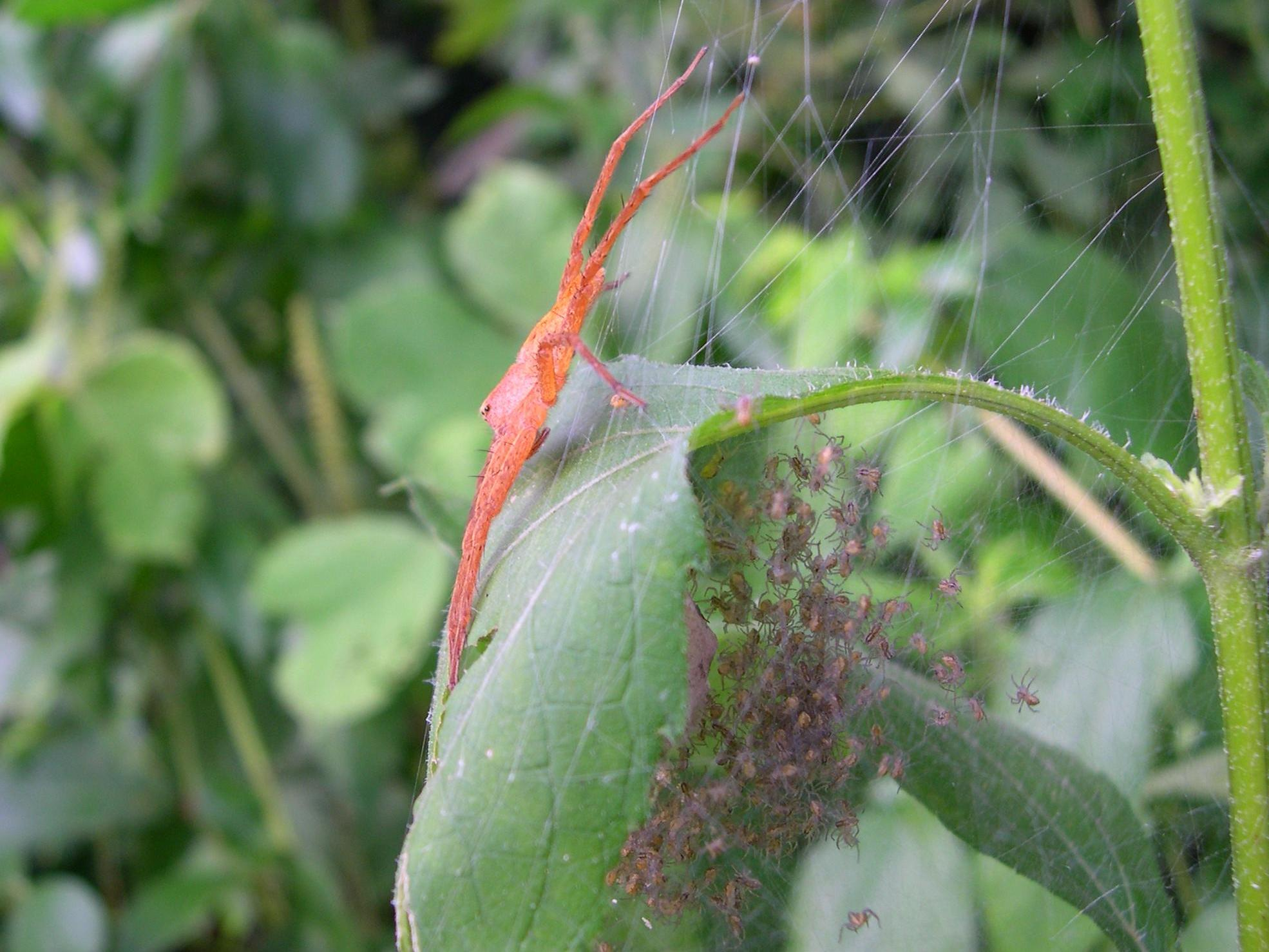
Dolomedes sulfureus

Les mâles mesurent de 11,88 à 17,63 mm et les femelles de 12,38 à 26,06 mm.

## Systématique et taxinomie
Cette espèce a été décrite par L. Koch en 1878.
Dolomedes oviger a été placée en synonymie par Kishida en 1936.
Dolomedes xanthum a été placée en synonymie par Yaginuma en 1962.
Caripeta japonica et Dolomedes annulatus ont été placées en synonymie par Paik en 1969.
Dolomedes hercules a été placée en synonymie par Zhang, Zhu et Song en 2004.
Dolomedes fimbriatoides et Dolomedes hinoi ont été placées en synonymie par Tanikawa et Miyashita en 2008.
Dolomedes okinavensis a été placée en synonymie par Ono et Ogata en 2018.

## Publication originale
- L. Koch, 1878 : « Japanesische Arachniden und Myriapoden. » Verhandlungen der Zoologisch-Botanischen Gesellschaft in Wien, vol. 27, p. 735-798 (texte intégral)